# Conon (månekrater)
Conon er et lille, men fremtrædende nedslagskrater på Månen. Det ligger på Månens forside og er opkaldt efter den græske astronom Conon fra Samos (ca. 260 f.kr.)
Navnet blev officielt tildelt af den Internationale Astronomiske Union (IAU) i 1935. 

## Omgivelser
Cononkrateret ligger i de østlige forbjerge til Montes Apenninus-bjergkæden. Lige vest for det ligger den lange bjerglignende højderyg Mons Bradley. De nærmeste kratere med eponym er Galen omkring 70 km mod øst og Aratus i omtrent samme afstand i nordøstlig retning.
Mod syd, i Sinus Fidei, følger en kurvet rille en kurs mod syd-sydøst. Den har efter Conon fået navnet Rima Conon. 

## Karakteristika
Kraterkanten i Cononkrateret er skarp og er ikke blevet eroderet af betydning af senere nedslag. Kratervæggen variere noget i bredde, og kraterbunden har en irregulær, oval form. Irregularitetet kan skyldes den ujævne overflade, hvorpå krateret er blevet dannet. Bunden er knudret men uden en central top.

## Satellitkratere
De kratere, som kaldes satellitter, er små kratere beliggende i eller nær hovedkrateret. Deres dannelse er sædvanligvis sket uafhængigt af dette, men de får samme navn som hovedkrateret med tilføjelse af et stort bogstav. På kort over Månen er det en konvention at identificere dem ved at placere dette bogstav på den side af satellitkraterets midte, som ligger nærmest hovedkrateret. Cononkrateret har følgende satellitkratere:
| Conon | Længde  | Bredde | Diameter |
| ----- | ------- | ------ | -------- |
| A     | 19,7° N | 4,5° Ø | 7 km     |
| W     | 18,7° N | 3,0° Ø | 4 km     |
| Y     | 22,3° N | 1,9° Ø | 4 km     |

## Måneatlas
- Billeder af Cononkrateret i LPI-måneatlasset